# Leih mir deinen Mann
Leih mir deinen Mann ist eine US-amerikanische Filmkomödie aus dem Jahr 1964, mit den Hauptdarstellern Jack Lemmon und Romy Schneider. Er basiert auf dem gleichnamigen Roman von Jack Finney.

## Handlung
Sam Bissell arbeitet in einem fensterlosen Tiefgeschoss in der Grafikabteilung der Werbeagentur Burke&Hare in San Francisco. Als ein wichtiger Kunde der Agentur, Simon Nurdlinger, sich über die anzügliche Werbung der Agentur und den unmoralischen Lebenswandel ihrer leitenden Mitarbeiter beschwert, kommt der vorbildliche Familienmensch Sam mit seiner Idee, die Werbung ganz auf den amerikanischen Otto Normalverbraucher und dessen Bedürfnisse auszurichten, gerade richtig. Burke&Hare bekommt den Auftrag für die nächste Werbekampagne von Nurdlinger und Sam wird zum verantwortlichen Werbesachbearbeiter für Nurdlinger-Produkte befördert.
Begeistert möchte er zu Hause mit seiner Ehefrau Mini seinen Aufstieg feiern und trifft dabei auf deren Freundin Janet, die soeben aus Europa eingetroffen ist. Janet hat von ihrem Großvater 15 Millionen Dollar geerbt, aber die Sache hat einen Haken. Um das Erbe antreten zu können, muss sie mit ihrem Ehemann Howard zusammenleben. Zurzeit lebt sie jedoch getrennt von ihm und das Scheidungsverfahren läuft. Sollte jemand nachweisen können, dass sie nicht mehr mit ihrem Mann zusammen ist, würde das Erbe an ihre Verwandten Irene und Jack fallen.
Irene und Jack sind natürlich begierig auf die Erbschaft und besuchen Janet, die das Nachbarhaus der Bissells gemietet hat, um zu überprüfen ob sie die Bedingungen des Testaments erfüllt. Janet ist in höchster Not und gibt den gerade anwesenden Sam als ihren Ehemann Howard aus. Doch die Verwandten sind misstrauisch und beauftragen einen Privatdetektiv der Sache auf den Grund zu gehen.
Janet überredet Sam seine Rolle weiterhin zu spielen und möchte ihn mit einer Million Dollar an der Erbschaft beteiligen. Kompliziert wird die Lage als Mr. Burke für Sams Idee ein ideales Durchschnittsehepaar sucht und dafür Sam selbst nebst Ehefrau Janet aussucht. Wobei Mr. Burke Janet für die Angetraute von Sam hält, da er die richtige Mrs. Bissell nie vorher gesehen hat.
Inzwischen will der wirkliche Ehemann Howard zu Janet zurückkehren. Er wird in die Sache eingeweiht und wohnt bei Mini, während Sam im Haus von Janet bleibt, bis diese die Erbschaft endlich antreten kann. 
Als überall in der Stadt Werbetafeln aufgestellt werden, die Sam und Janet als Ehepaar Bissell zeigen, droht der Schwindel aufzufliegen. In einer nächtlichen Rettungsaktion übermalen Sam, Janet und Howard die verräterischen Plakate.
Am Ende kann Sam zurück zu seiner Minerva und Howard zur frisch gebackenen Millionärin Janet.

## Kritiken
- Lexikon des internationalen Films: Anspruchslos unterhaltende Komödie nach vertrauten Traumfabrik-Mustern mit einer Glanzrolle für Jack Lemmon.[1]

## Auszeichnungen
Jack Lemmon wurde 1966 für seine Darstellung für einen British Film Academy Award als bester ausländischer Schauspieler nominiert.